# Список православных храмов города Балахны
В статье приведён список православных храмов, как действующих, так и закрытых и уничтоженных в годы Советской власти, находящиеся на территории города Балаханы в его современных границах.
Церкви Балахны по «Адрес-календарю Нижегородской епархии на 1904 г.»
- Вознесенский собор, каменный (1727), холодный. Престолы: главный — Вознесения Господня, придел свт. Алексия, митр. Московского. Снесен около 1930 года.
- Собор Печерский, каменный (1759), теплый. Престолы: главный — иконы Божией Матери «Печерской». Придел правый — Сретения Господня, левый — Усекновения главы Иоанна Предтечи. Снесен около 1930 года.
- Благовещенская церковь, каменная (1796). Престолы: главный, холодный — Благовещения. Приделы теплые: правый — Рождества Богородицы, левый — св. прор. Илии, взорвана в 1929 году.
- Богородице-Рождественская церковь, каменная (1722). Престолы: главный холодный Рождества Богородицы, приделы теплые — правый — св. Иоанна Предтечи, левый — свв. Бориса и Глеба. Снесена в 1950.
- Воскресенская церковь, каменная (1789). Престолы: в верхнем этаже — холодный Обновления храма Воскресения Христова, в нижнем этаже — иконы Божией Матери «Смоленской».
- Знаменская церковь, каменная (1775). Престолы: главный — иконы Божией Матери «Знамение», придел вмц. Параскевы.
- Крестовоздвиженская церковь, каменная (1-й пол. XVIII в.), теплая. Престолы: главный — Воздвижения Креста Господня. Придел иконы Божией Матери «Казанской». Приписана к Знаменской церкви.
- Покровская церковь, каменная (1648). Престолы: главный, холодный — Покрова Божией Матери. Придел теплый — прп. Сергия Радонежского
- Никольская церковь, каменная (1552). Престолы — в верхнем этаже — холодный — свт. Николая чудотворца, в нижнем этаже — прп. Пафнутия Боровского.
- Скорбященская церковь, при тюремном замке (1898). Иконы Божией Матери «Всех скорбящих Радосте». Приписана к Вознесенскому собору.
- Спасо-Преображенская церковь, деревянная (1771). Престолы: главный, холодный — Преображения Господня, придел теплый — Рождества св. Иоанна Предтечи. Приписана к Вознесенскому собору. Утрачена.
- Спасская церковь, каменная (1668). Престолы: главный, холодный — Нерукотворного образа Спаса, придел правый Преображения Господня, левый — св. бесср. Космы и Дамиана и вмч. Пантелеимона, теплый — иконы Божией Матери «Страстной». Колокольня (1702).
- Введенская церковь, каменная (1681). Ветха и службы в ней нет с 1878 г. Снесена около 1935 года.
- Троицкая церковь, каменная (1784). Престолы: главный, холодный — Св. Троицы, придел правый, теплый — Успения Божией Матери и левый — архангела Михаила.
- Христорождественская церковь, каменная (между 1674 и 1675) Престолы: главный, холодный — Рождества Христова, придел правый теплый — иконы Божией Матери «Владимирской» и левый — вмч. Антипы.
- с. Кубинцево. Сретенский храм, каменный (1807). Престолы: главный, холодный — Сретения Господня. Приделы теплые: правый — иконы Божией Матери «Печерской», левый — свт. Николая чудотворца.

Другие церкви и часовни:
- Богородице-Рождественская церковь, новая (2024–2025), с приделом свв. Бориса и Глеба, построена на месте разрушенной церкви 1722 года.[2]
- Деревянная часовня Александра Невского (2002).
- Часовня Петра и Февронии (2014).